# Бобылёв, Борис Андреевич
Борис Андреевич Бобылёв (1899, Воронеж — 1988, Москва) — поэт, писатель, журналист, сотрудничал с изданием «Воронежская коммуна». Входил в окружение Андрея Платонова. С конца 1920-х годов жил и работал в Москве.

## Биография и деятельность
Родился в 1899 году в Воронеже. Отец — Андрей Васильевич Бобылёв, работал бухгалтером. Мать — Елизавета Павловна Бобылёва (в девичестве — ?), занималась хозяйством и воспитанием детей. Помимо Бориса, в семье было ещё четверо детей: три старших сына — Евгений, Николай и Василий и младшая дочь Ольга (Лёля). Любимый сын Елизаветы Павловны Евгений, окончив институт корабелов, служил в армии, а после 1917 года перешёл в Красную Армию в контрразведку.
В 1918 году Борис Бобылёв окончил с отличием Воронежскую мужскую гимназию и был зачислен абитуриентом в Политехнический институт в Петрограде. Однако перед началом учёбы в институте Борис решил летом пойти работать, чтобы материально помочь матери и братьям, и отправился в газету «Известия Воронежского Губисполкома», где предложил себя в качестве репортёра. В издательстве его встретил главный редактор «Воронежской коммуны», который тут же воскликнул: «Значит, хотите, товарищ гимназист, попробовать себя в газете? А как фамилия? Бобылёв, говорите? А у вас брата Евгения нет? А то с одним Бобылёвым мне приходилось служить в империалистическую войну».(К 90-летию «Коммуны». Строки нашей биографии. Воспоминания Б. А. Бобылёва Архивная копия от 7 ноября 2017 на Wayback Machine.)
Бориса приняли на работу, и с лета 1918 года он начал работать сотрудником центральной воронежской газеты. Это определило всю его дальнейшую судьбу.
До октября 1919 года газета «Известия Воронежского Губисполкома» выходила под разными названиями: «Путь жизни», «Воронежская правда» и др., но это была одна и та же газета. 25 октября 1919 года, на следующий день после освобождения Воронежа Красной конницей под командованием Семёна Михайловича Будённого и соединениями 8-й армии, газета вышла уже под названием «Воронежская коммуна».
В 1918 году, когда Воронеж то и дело переходил из рук в руки Красной и Белой армии, семья Бобылёвых пережила страшное горе — волею судьбы все три брата Бориса погибли в один год. Николай и Василий работали санитарами городского госпиталя и при очередном взятии Воронежа Белой армией были расстреляны. В тот же год погиб и Евгений. По воспоминаниям дочери Бориса Ольги Бобылёвой, сценариста и писателя, «бабушка Лиза была женщиной необыкновенного мужества. Потеряв в один год троих сыновей, она не плакала, не причитала, а, загнав боль в глубину души, беспрестанно курила папиросы из махорки».
Борис Бобылёв активно включился в газетную работу: был и репортёром, и театральный рецензентом, и обозревателем всех культурных событий, происходивших в городе и губернии — работа была напряжённая. Часто Бобылёв писал под псевдонимом Боб. Постепенно «Коммуна» стала пополняться талантливыми журналистскими кадрами. На её страницах стали печататься репортажи и очерки Николая Задонского, Павла Кустова Архивная копия от 7 ноября 2017 на Wayback Machine, Михаила Бахметьева, рисунки Натальи Бессарабовой. Пришёл в газету и будущий знаменитый писатель Андрей Платонов. Борис Бобылёв вскоре вошёл в близкий круг друзей Платонова, освещал выступления Андрея Платонова в клубе «Железное перо», а в августе 1920 года, когда возмущённая общественность громила «Чульдика и Епишку» Андрея Платонова, Бобылёв вместе с Платоновым и другим воронежским писателем Бунтарём вошёл во временное правление вновь образованного воронежского отделения Союза пролетарских писателей.
Позже, одновременно с текущей работой в «Коммуне», Борис Бобылёв сотрудничал и с изданием «Красная деревня», где заведовал различными отделами, а ещё позже, работал в секретариатах обеих газет. Был членом комиссии по культуре городского Совета Воронежа.
 «Специализировался я на вопросах внутренней и международной информации, стал политическим обозревателем.— вспоминает Борис Бобылёв о своей работе в газетах (К 90-летию „Коммуны“. Строки нашей биографии Архивная копия от 7 ноября 2017 на Wayback Machine.) — Я с удовольствием занимался этим интересным делом, выступал нередко на собраниях рабочих и в воинских частях. К тому же мои коллеги поощряли эти устремления. Особенно поддерживали меня Владимир Матвеевич Бахметьев и Андрей Платонов».
В 1922 году Борис познакомился с Зиновией Маркиной, будущим кинодраматургом и лауреатом Сталинской премии. В тот период она руководила детским «очагом» губернского отделения профсоюза советских работников, выступала на сцене «Театра вольных мастеров», а позже участвовала в постановках «Синей блузы» и также была знакома с Андреем Платоновым, о котором позже в газете выйдут её воспоминания. В 1925 году Борис и Зиновия зарегистрировали свой брак и обвенчались. «… Когда коллеги отца узнали, что он и моя мать венчались, то рассказали об этом редактору газеты, и отец на полгода лишился работы»
В 1927 году родилась дочь Ольга. В тот же год Борис с женой и дочерью переехали жить в Москву в Малый Левшинский переулок. Время от времени их навещала мать Бориса, а вскорости Борис забрал к себе из Воронежа больного отца, который проживал вместе с ним до конца жизни.
В 1930 году Борис и Зиновия развелись. Борис тяжело переживал развод, однако вскоре женился на М. Б. Журавской. «Отец и Мария Бенционовна никогда ничего не копили. Обстановка у них на Аксакова была более, чем скромная. Но они ценили хорошее настроение, дружбу, любили людей» (О. Бобылёва. Воспоминания) После смерти второй жены М. Б. Журавской Борис в возрасте 68 лет вернулся к Зиновии и остаток жизни провёл с дочерью Ольгой.
В Москве Борис Бобылёв сотрудничал с различными изданиями общего и профильного назначения. В 60-е годы работал сотрудником пресс-службы Министерства речного флота РСФСР, а с 1979 года — референтом у Министра Речного флота Л. В. Багрова Архивная копия от 7 ноября 2017 на Wayback Machine, продолжая как журналист писать статьи.
«… Отец много читал и читал с карандашом. Всегда был в курсе всех общественных событий. Прекрасно владел французским и английским. Моя мама всегда называла отца истинным интеллигентом.» (О. Бобылёва. Воспоминания)
Умер в 1988 году в Москве в семье своей первой жены Зиновии и дочери Ольги. Похоронен на Ваганьковском кладбище.

## Семья
Первая жена — Зиновия Семёновна Маркина (1904, Колпино —1992, Москва) — актриса, кинодраматург, член Союза писателей СССР, Союза кинематографистов СССР. Лауреат Сталинской премии II степени (1941). Автор более 70 сценариев к художественным, научно-популярным и учебным фильмам.
Вторая жена — Мария Бенционовна Журавская (?—1971, Москва), редактор.
Дочь — Ольга Бобылёва (1927, Воронеж — 1996, Москва), советский сценарист, автор более 80 научно-популярных фильмов. Член Союза кинематографистов СССР.